# Hook Keys
Die Hook Keys sind zwei der Campbell-Inseln, einer Gruppe kleiner subarktischer Inseln vor der zu Neuseeland gehörenden Insel Campbell Island im südlichen Pazifischen Ozean.

## Geographie
Die beiden 118 m und 208 m hohen Inseln befindet sich in einem Abstand von 435 m zueinander, 1,6 km südwestlich der Küste von Campbell Island. Die nordöstlichere Insel besitzt eine Länge von 420 m und misst an ihrer breitesten Stelle 190 m. Die südwestlichere dehnt sich über 235 m aus und misst maximal 96 m in der Breite. 1,6 km östlich der Hook Keys und 130 m vor der Küste von Campbell Island befindet sich noch eine 280 m lange und bis zu 183 m breite Felseninsel, die keinen Namen trägt.

## Geologie
Die Hook Keys bestehen aus Basalt-Gestein. Die Inseln entstanden durch Erosion und waren ursprünglich Teil des ehemaligen Vulkans, der die Insel Campbell Island im späten Känozoikum bildete.

## Weltnaturerbe
Als Teil von Campbell Island zählt die Insel mit zum im Jahr 1998 anerkannten UNESCO-Weltnaturerbe, in dem die subarktischen Inselgruppen The Snares, Bounty Islands, Antipodes Islands, Auckland Islands und die Insel Campbell Island den Schutzstatus ausgesprochen bekommen haben.